# Рольдан, Амадео
Амаде́о Рольда́н-и-Га́рдес (исп. Amadeo Roldán y Gardes; 12 июня 1900, Париж, Франция — 7 марта 1939, Гавана, Куба) — кубинский композитор, скрипач, дирижёр и педагог.

## Биография
Родился в Париже. Мать пианистка Альбертина Гардес (исп. Albertina Gardes)  афро-кубинского происхождения, отец испанец. В 1916 году поступил в Мадридскую консерваторию, по окончании которой в 1919 году переехал на Кубу. С 1920 года директор оркестра Национального театра Гаваны. В 1932 году он возглавил Филармонический оркестр. Будучи дирижёром, уделял внимание как классической, так и современной кубинской музыке. Считается, наряду с Алехандро Гарсиа Катурлой, основоположником афро-кубинского направления национальной музыки, а также современной композиторской школы Кубы. При его деятельном участии в 1931 году открывается Музыкально-педагогическое училище, чьим директором Рольдан был до 1935 года. Преподавал в Муниципальной консерватории Гаваны; был профессором, с 1935 года руководителем кафедры гармонии и композиции, а с 1936 года её директором. Ныне — Консерватория имени Амадео Рольдана.
Имя композитора носит Театр имени Амадео Рольдана, являющейся главной концертной площадкой Кубы.

## Сочинения
- балет «Ребамбарамба» / La Rebambaramba (1928, поставлен в 1960, Гавана)
- балет «Чудо Анакилье» / El milagro de Anaquille (1929, поставлен в 1961, Гавана)
- увертюра на кубинские темы / Overture on Cuban Themes (1925)
- 3 маленькие поэмы / 3 Pequeñas poemas: Oriente, Pregón, Fiesta negra (1926)
- «Ритмы» для камерного оркестра / Rítmicas (1930)
- «3 игры» для камерного оркестра / Tres toques (march, rites, dance) (1931)
- «Мулат» для фортепиано / Poema negra (1930)
- 2 детские пьесы для фортепиано / duo Piezas infantiles (1937)
- «Курухей» для хора в сопровождении 2 фортепиано и ударных (на стихи Николаса Гильена)
- «Негритянский танец» для голоса и камерного ансамбля / Danza negra
- «Сыновние мотивы» для голоса и камерного ансамбля / Motivos de son (1934)
- «Галантные празднества» для голоса и фортепиано / Fiestas galantes (на стихи Поля Верлена)